# お花畠窯
お花畠窯（おはなばたけがま）は富山県富山市にある磁器専門の窯元。
秋田県出身の陶芸作家の高桑英隆（たかくわひでたか、1948年 - ）が昭和53年（1978年）に築窯。
当地がお花畠と呼ばれていたことから命名。
白鳥城の城跡がある城山の中腹に位置し、
日本海や北陸新幹線を望むことができる。
不定期で展示会を開催する他、
隣接する展示場には普段も訪れることができる。